# Karl 1. af Zweibrücken-Birkenfeld
Karl 1. af Pfalz-Zweibrücken-Birkenfeld (født 4. september 1560 i Neuburg, død 16. december 1600 i Birkenfeld), var titulær pfalzgreve ved Rhinen og titulær hertug i Bayern. Han blev pfalzgreve og regerede hertug af Pfalz-Zweibrücken-Birkenfeld i 1569.

## Deling af Pfalz-Zweibrücken
Karl 1. var den yngste søn af pfalzgreve og hertug Wolfgang af Pfalz-Zweibrücken og Anna af Hessen (datter af landgreve Philip 1. af Hessen). Hans forældre fik fem sønner og otte døtre. Efter faderens død i 1569 blev Pfalz-Zweibrücken delt mellem de fem sønner. 
Ved faderens pludselige død under den tredje Huguenot-krig (1568-1570) sikrede de fire ældre brødre sig det meste af hertugømmet. Den 21-årige Philipp Ludwig fik Pfalz-Neuburg. Den 19-årige Johan 1. fik hovedbyen Pfalz-Zweibrücken. Den 13-årige Otto Henrik (der boede fem år ved det danske hof og var ven med Frederik 2.) fik Pfalz-Sulzbach i Oberpfalz, mens den 12-årige Frederik fik Vohenstrauß og Parkstein (også i Oberpfalz). 
Som den yngste søn fik den 8-årige Karl 1. tildelt et ubetydeligt område ved Birkenfeld.

## Stamfader til Bayerns konger
I 1799 døde den sidste mandlige efterkommer af Karl 1.s ældre brødre. 
Samme år blev Maximilian 1. Joseph af Bayern, der var en efterkommer af Karl 1., kurfyrste af Pfalz og Bayern. I 1806 blev Maximilian 1. Joseph konge af Bayern. Hans efterkommere regerede i Bayern til 1918.